# Carlos Gabriel Salazar
Carlos Gabriel Salazar est un boxeur argentin né le 5 mai 1964 à Presidencia Roque Sáenz Peña.

## Carrière
Passé professionnel en 1985, il devient champion d'Argentine puis d'Amérique du Sud des poids mouches en 1988 et 1990 mais échoue lors d'un championnats du monde WBC de la catégorie face à Sot Chitalada le 1er mai 1990. Salazar passe alors en super-mouches mais perd deux nouveaux combats pour le titre WBC contre Moon Sung-kil le 3 juillet 1993 et Hiroshi Kawashima le 7 août 1994. 
Malgré ces trois revers, il obtient une 4e opportunité le 7 octobre 1995 contre le champion IBF, Harold Grey. L'argentin s'impose aux points par décision partagée mais s'incline lors du combat revanche le 27 avril 1996. Redescendu en poids mouches, il remporte le 13 décembre 1996 la ceinture WBO aux dépens d'Alberto Jimenez et la conserve à cinq reprises jusqu'au 14 août 1998 et sa défaite contre Rubén Sánchez León. Il met un terme à sa carrière de boxeur après ce combat sur un bilan de 47 victoires, 8 défaites et 3 matchs nuls.